# Открытый университет (Великобритания)
Открытый Университет (ОУ) — британский государственный исследовательский университет и крупнейший университет Соединенного Королевства по количеству студентов. Большинство студентов бакалавриата Открытого Университета проживают в Великобритании и в основном учатся вне кампуса; многие курсы (как бакалавриата, так и магистратуры) можно изучать и в других странах мира. Кроме того, в университетском кампусе в Милтон-Кинсе обучаются аспиранты, использующие для проведения исследований инфраструктуру университета, а также более 1 200 членов академического и исследовательского персонала и более 4000 административных, хозяйственных и технических работников.
Основан указом королевы Великобритании Елизаветы II в 1969 году и первоначально располагался в Александра-палас, на севере Лондона. Первые студенты поступили в январе 1971 года. Администрация университета в настоящее время располагается в Уолтон Холл, Милтон Кейнс, в Бакингемшире, но имеет административные центры во мноигх частях Великобритании. Университет присваивает степени бакалавра, магистрата и доктора, а также выдаёт дипломы и сертификаты высшего образования.
В университете обучается более 205 420 студентов из которых более 8 802 иностранных студентов, что делает его крупнейшим учебным заведением в Великобритании (и одним из крупнейших в Европе) по количеству студентов. За время существования университета обучение в нем прошли более 2,3 миллиона студентов. Открытый университет является одним из всего двух высших учебных заведений Великобритании, получивших одновременно аккредитацию в Соединенных Штатах Америки от Комиссии по высшему образованию Средних Штатов, аккредитационного агентства, признанного министром образования США и Советом по аккредитации высшего образования.
В 2018-19 годах влияние OU на экономику Великобритании составило £2,77 млрд. Открытый университет выпускает больше руководителей, чем любой другой университет Великобритании, включая такие университеты, как Оксфорд, Кембридж, Университетский колледж Лондона и Лондонскую школу экономики.
Бывший премьер-министр Великобритании Гордон Браун, астрофизик Джослин Белл Бернелл и актриса Гленда Джексон являются одними из многих известных людей, которые преподавали в OU.

## История
Открытый университет был основан лейбористским правительством при премьер-министре Гарольде Вильсоне. Планирование началось в 1965 году при государственном министре образования баронессы Дженни Ли, которая создала модель ОУ и комитет по планированию, состоящий из вице-канцлеров университетов, педагогов и телевизионных вещателей, под председательством сэра Питера Венаблеса.
Вильсон задумывал Открытый университет как символ приверженности лейбористской партии модернизации британского общества. Он считал, что это поможет сформировать более конкурентоспособную экономику и в то же время будет способствовать увеличению равенства возможностей и социальной мобильности. Университет получил королевскую хартию от Тайного совета Великобритании 23 апреля 1969 года.

## Организация университета

### Сотрудники
Большинство сотрудников являются преподавателями. По состоянию на 2009—2010 учебный год в ОУ работало почти 8000 человек. Кроме того, в университетском кампусе в Милтон-Кинс в это же время работало 1286 (в основном штатных) основных научных сотрудников. Остальные сотрудники работают в региональных отделениях университета. Большинство из них ведет активную исследовательскую деятельность и отвечают за производство и презентацию учебных материалов.

### Академические подразделения

#### Факультеты
В 2016 году в университете была проведена реорганизация факультетов, и в настоящее время в его состав входят факультеты искусств и социальных наук (Faculties of Arts & Social Sciences), факультет бизнеса и права (Faculty of Business and Law), факультет науки, технологии, инженерного дела и математики (Faculty of Science, Technology, Engineering and Mathematics), а также факультет благополучия, образования, языков и спорта (Wng, Education, Languages and Sport).
Школа бизнеса открытого университета основана в 1983 году, является крупнейшим британским учебным заведением, выпускающим менеджеров со степенью MBA, превосходя по количеству выпускников все остальные бизнес школы Великобритании. Бизнес школа аккредитована международными аккредитационными органами AACSB, AMBA и EQUIS. Она вошла в 1 % лучших бизнес-школ Великобритании после получения тройной аккредитации.

## Процесс обучения
Университетский кампус площадью 48 гектаров расположен в Милтон-Кинс в графстве Бэкингемшир, кроме этого ОУ располагает региональными офисами в тринадцати регионах Великобритании. В остальном мире (за пределами Евросоюза) ОУ работает через сеть образовательных партнеров, обеспечивающих учебный процесс по программам ОУ еще в более чем 50 странах.
Большая часть студентов бакалавриата находятся в Великобритании и в основном обучается за пределами кампуса; многие из его курсов (как для студентов бакалавриата, так и для магистрантов) также могут изучаться во многих странах мира. Кроме того, на территории университетского кампуса работает 2500 административных сотрудников, более 1000 преподавателей и аспирантов, которые используют оборудование университета для проведения исследований.
Качество учебного процесса в ОУ оценено на «отлично» британским Управлением по обеспечению качества в образовательной сфере. По итогам проведённого государством в 2005 году национального опроса удовлетворенности выпускников, Открытый университет занял первое место среди британских университетов.

### Образовательные программы

#### Бакалавриат
Учебные модули университета оцениваются в кредитах в рамках Схемы накопления и перевода кредитов (Credit Accumulation and Transfer Scheme, CATS) — обычно 30 или 60 кредитов — в зависимости от объёма материала в модуле и уровня сложности (1, 2, 3 или 4). Примерно 120 кредитов эквивалентны одному году обучения для студента дневной формы.
Открытый университет предлагает широкий выбор образовательных программ на уровне бакалавриата, включая сертификаты высшего образования, дипломы и степени бакалавра. Для получения степени бакалавра в университете требуется 300 CATS-кредитов (или 360 для степени с отличием). За исключением некоторых областей с быстрым развитием (например, информатика), нет строгих временных ограничений на завершение обучения. Однако студенты должны получить специальное разрешение на изучение более чем 120 кредитов одновременно (эквивалент обучения на дневной форме).

#### Магистратура
На уровне магистратуры университет предлагает программы MBA, MPA, MSc, MA, MEd и MRes, а также широкий выбор профессиональных дипломов и сертификатов. Среди них — инновационные практико-ориентированные курсы и программы повышения квалификации в области информационных технологий. Магистерские программы в области инженерии аккредитованы для подготовки к регистрации в статусе Chartered Engineer — высшей степени профессиональной квалификации инженеров в Великобритании.

#### Степень PhD
Открытый университет предоставляет возможность получить степень PhD как в формате заочного дистанционного обучения, так и в формате очного обучения (для естественных наук и большинства социальных дисциплин занятия проходят очно, для гуманитарных наук — дистанционно с периодическими очными консультациями). Также предлагается программа EdD, рассчитанная на специалистов в области образования.

#### Открытая Степень (Open Degree)
Помимо программ с указанием конкретных дисциплин, Открытый университет также предлагает междисциплинарную программу, известную как «open degree». Эта программа предоставляют студентам возможность изучать широкий спектр предметов, создавая персонализированную учебную программу, которая соответствует их профессиональным потребностям и личным интересам. Открытая степень может быть присуждена как Бакалавр искусств (с отличием или без), Бакалавр наук (с отличием или без), Магистр искусств или Магистр наук.
Открытая степень является самой популярной учебной программой в Открытом университете. Около 20 000 студентов обучаются на программе Открытой степени, что делает Открытый университет крупнейшим междисциплинарным образовательным учреждением Великобритании. По состоянию на 2018 год, более 236 000 выпускников завершили обучение по этой программе.

## Известные преподаватели и выпускники
- Джоселин Белл Бернелл — британский астрофизик и первооткрывательница пульсаров[33]
- Гордон Браун — 74-й премьер-министр Великобритании[34]
- Дэвид Аттенборо — телеведущий и натуралист[35]
- Стюарт Холл — британский социолог[36]
- Брайан Гудуин — математик и биолог
- Джон Нотон — ирландский преподаватель и публицист
- Стивен Роуз — биолог
- Колин Пиллинджер — научный руководитель группы по созданию космического аппарата «Бигль-2»[37]

- Известные Выпускники
- Министр внутренних дел Великобритании барон Джон Рид обучался в Открытом Университете.[38]
- Мелес Зенауи - президент и премьер-министр Эфиопии - получил степень MBA в Открытом Университете в 1995 году.[39]
- Марат Хуснуллин, заместитель Председателя Правительства Российской Федерации, окончил Открытый Университет по специальности «Менеджмент».[40]
- Лори Бристоу, посол Великобритании в Российской Федерации, получил степень MBA в Открытом университете.[41]
- Наталья Касперская получила степень бакалавра в Открытом Университете.[42]
- Ромола Гарай получила степень по английской литературе в Открытом Университете.[43]
- Одновременно с актерской деятельностью в Лондоне Талула Райли получила степень по естественным наукам в OU.[44]

- Почетные выпускники
- Король Чарльз III (в то время принц Чарльз) получил почетную степень OU в 1982 году.[45][46][47][48][49]
- Бывший премьер-министр Великобритании и преподаватель Открытого университета Гордон Браун получил степень почетного доктора Открытого университета.[50][51]
- Активный сторонник Открытого Университета Сэр Дэвид Аттенборо был удостоен звания почетного доктора в 1980 году.[52][53][54]
- Сэр Тим Бернерс-Ли - изобретатель Интернета и обладатель почетной докторской степени Открытого Университета.[55][56]
- Ричард Докинз получил звание почетного доктора Открытого университета в 2003 году.[57][58]
- Брайан Кокс был удостоен звания почетного доктора ОУ в 2012 году.[59]
- В 2013 году Открытый университет присвоил Терри Пратчетту звание почетного доктора.[60][61]